# Armorial des villes de droit comital de Hongrie
Cette page donne les armoiries des villes de droit comital (megyei jogú város) de Hongrie.
| Blason de Békéscsaba | Blason  | Inconnu.        |
| Blason de Békéscsaba | Détails | Statut officiel |

| Blason de Debrecen | Blason  | Inconnu.        |
| Blason de Debrecen | Détails | Statut officiel |

| Blason de Dunaújváros | Blason  | Ecartelé, au 1 d'azur à l'agneau pascal à la tête contournée, nimbée, le tout d'argent, au 4 d'azur à un chapiteau corinthien d'argent, au 2 et 3 à cinq points d'argent équipolé de quatre points de gueules. |
| Blason de Dunaújváros | Détails | Statut officiel |

| Blason de Eger | Blason  | Inconnu.        |
| Blason de Eger | Détails | Statut officiel |

| Blason de Érd | Blason  | Inconnu.        |
| Blason de Érd | Détails | Statut officiel |

| Blason de Győr | Blason  | Inconnu.        |
| Blason de Győr | Détails | Statut officiel |

| Blason de Hódmezővásárhely | Blason  | Inconnu.        |
| Blason de Hódmezővásárhely | Détails | Statut officiel |

| Blason de Kaposvár | Blason  | Inconnu.        |
| Blason de Kaposvár | Détails | Statut officiel |

| Blason de Kecskemét | Blason  | De gueules à la chèvre cabrée d'argent sur mont de sinople |
| Blason de Kecskemét | Détails | Statut officiel                                            |

| Blason de Miskolc | Blason  | Inconnu.        |
| Blason de Miskolc | Détails | Statut officiel |

| Blason de Nagykanizsa | Blason  | Coupé, au premier d'argent à l'aigle de sable couronné d'azur tenant dans sa patte senestre une épée d'argent pointant en chef et dans sa patte dextre un croissant du même, au second de gueules à la tour semi ouverte, maçonnée de sable, posée sur un mont de sinople |
| Blason de Nagykanizsa | Détails | Statut officiel |

| Blason de Nyíregyháza | Blason  | Inconnu.        |
| Blason de Nyíregyháza | Détails | Statut officiel |

| Blason de Pécs | Blason  | Inconnu.        |
| Blason de Pécs | Détails | Statut officiel |

| Blason de Salgótarján | Blason  | Parti, en 1 de sable aux trois fasces d'argent, en 2 d'argent à l'aigle de sable au dessus d'un mont de sinople |
| Blason de Salgótarján | Détails | Statut officiel                                                                                                 |

| Blason de Sopron | Blason  | Inconnu.        |
| Blason de Sopron | Détails | Statut officiel |

| Blason de Szeged | Blason  | Inconnu.        |
| Blason de Szeged | Détails | Statut officiel |

| Blason de Székesfehérvár | Blason  | Inconnu.        |
| Blason de Székesfehérvár | Détails | Statut officiel |

| Blason de Szekszárd | Blason  | Inconnu.        |
| Blason de Szekszárd | Détails | Statut officiel |

| Blason de Szolnok | Blason  | Inconnu.        |
| Blason de Szolnok | Détails | Statut officiel |

| Blason de Szombathely | Blason  | Inconnu.        |
| Blason de Szombathely | Détails | Statut officiel |

| Blason de Tatabánya | Blason  | Inconnu.                                         |
| Blason de Tatabánya | Détails | Le statut officiel du blason reste à déterminer. |

| Blason de Veszprém | Blason  | Inconnu.                                         |
| Blason de Veszprém | Détails | Le statut officiel du blason reste à déterminer. |

| Blason de Zalaegerszeg | Blason  | Inconnu.                                         |
| Blason de Zalaegerszeg | Détails | Le statut officiel du blason reste à déterminer. |